# Davey Ray Moor
Davey Ray Moor es un cantante, compositor y productor musical afincado en el Reino Unido.

## Biografía
Moor nació en Beirut y creció en Australia. Comenzó su carrera musical con la banda de Sídney, The Crystal Set que abandonó en 1988 para incorporarse a The Church durante un breve periodo de tiempo antes de dejar Australia para mudarse al Reino Unido para dedicarse a la composición.
Moor se estableció cerca de Glastonbury donde creó unos estudios de grabación y se dedicó a componer música para televisión, películas, publicidad y documentales. En 1998, con sus socios Robin Brown y Zennor Alexander, Moor creó la música para el documental del Channel 4, "Dispatches" ganador de un premio BAFTA. 
Durante este periodo, trabajó en campañas publicitarias de Pepsi, Budweiser, Bacardi, Nintendo, Nissan, Remington, BBC, Channel 4, ITV, MTV, VH-1 y Sky. Al mismo tiempo, Moor trabajaba en la composición de temas que más tarde darían a conocer su proyecto musical, la banda Cousteau.
A finales de los 90, Moor fundó Cousteau, una banda creada para dar salida a su colección de canciones. En 2001, publicó un primer álbum homónimo con el cantante barítono Liam McKahey interpretando todos los temas excepto dos, en los que intervino el propio Moor como vocalista principal. El álbum fue recibido con gran éxito de crítica (Single of the Week, The Times, Album of The Week, The Guardian) y de ventas, tanto en el Reino Unido como en el resto de Europa y Estados Unidos.
En 2002, Cousteau publicó su segundo álbum Sirena repitiendo el éxito de público y crítica de su anterior trabajo. No obstante y a pesar de la buena acogida de este último trabajo, Moor abandonó la formación justo antes de iniciar la gira de promoción por Estados Unidos para centrarse en nuevos proyectos musicales. En 2003 produjo el álbum de la italiana Cristina Donà, Dove sei tu, un trabajo muy alabado por la crítica y que llegó a posicionarse en el número 4 de las listas de éxitos en Italia.
En 2004, con la colaboración de los cantantes Sergio Cocchi, Darion Marshall, Christina Dona y Debbie Sanders, Moor publicó su primer trabajo en solitario Telepathy. El álbum, publicado por NuN Entertainment en Europa, recibió muy buenas críticas en publicaciones como la revista Rolling Stone y All Music. En 2005 Telepathy fue publicado por Lakeshore Records en Estados Unidos. La crítica fue igualmente entusiasta.
Ese mismo año, Moor y Liam McKahey se reunieron para grabar su álbum de regreso CousteauX. En septiembre de 2017, el álbum fue lanzado en el Reino Unido y Estados Unidos con gran éxito. La revista Mojo le dio al álbum 4 estrellas, describiéndolo como "canciones de masoquismo emocional que nutren la calidad". Hasta febrero de 2022, Davey dirigió la primera maestría en composición de canciones a distancia del mundo en la Universidad de Bath Spa, además de rediseñar su popular licenciatura en Música Comercial (Hons). 